# Kolumbia himnusza
Az ¡Oh gloria inmarcesible! (magyarul: Ó, hervadhatatlan glória!) Kolumbia nemzeti himnusza, amely 1920-ban lett hivatalos. 
Szövegét Rafael Núñez (1825–1894) kolumbiai elnök írta, zenéjét Oreste Sindici (1837–1904) olasz zeneszerző szerezte.

## A himnuszról
1920. október 28-án vált hivatalossá a himnusz. 1995-ben egy olyan törvényt hoztak, amely kötelezi a rádió- és televízióadókat, hogy reggel és este hatkor is játsszák le az ország himnuszát (csak a refrént és az első versszakot), valamint a hivatalos eseményeken és politikai rendezvényeken is kötelesek játszani.
A Peruval való háborúban (1932-1933) a kolumbiai katonák egy új versszakot adtak hozzá a himnuszhoz, de a háború végeztével ez hamar feledésbe került. Ennek utolsó sora nagyon hasonló a ma is hivatalos himnusz címéhez.
A rövid életű plusz versszak szövege eredeti nyelven:
Hoy que la madre patria se halla herida,
Hoy que debemos todos combatir, combatir,
Demos por ella nuestra vida
Que morir por la patria no es morir, es vivir[forrás?]

## Kottája
- A kolumbiai himnusz kottája zongorára

## Szövege
| Refrén ¡Oh gloria inmarcesible! ¡Oh júbilo inmortal! ¡En surcos de dolores El bien germina ya. I. Cesó la horrible noche La libertad sublime Derrama las auroras De su invencible luz. La humanidad entera, Que entre cadenas gime, Comprende las palabras Del que murió en la cruz II. “Independencia” grita El mundo americano: Se baña en sangre de héroes La tierra de Colón. Pero este gran principio: “El rey no es soberano” Resuena, Y los que sufren Bendicen su pasión. III. Del Orinoco el cauce Se colma de despojos, De sangre y llanto un río Se mira allí correr. En Bárbula no saben Las almas ni los ojos Si admiración o espanto Sentir o padecer. | IV. A orillas del Caribe Hambriento un pueblo lucha, Horrores prefiriendo A pérfida salud. | Oh, sí¡ de Cartagena La abnegación es mucha, Y escombros de la muerte Desprecian su virtud. V. De Boyacá en los campos El genio de la gloria Con cada espiga un héroe invicto coronó. Soldados sin coraza Ganaron la victoria; Su varonil aliento De escudo les sirvió. VI. Bolívar cruza el Ande Que riega dos océanos Espadas cual centellas Fulguran en Junín. Centauros indomables Descienden a los llanos Y empieza a presentirse De la epopeya el fin. VII. La trompa victoriosa Que en Ayacucho truena En cada triunfo crece Su formidable son. En su expansivo empuje La libertad se estrena, Del cielo Americano Formando un pabellón. | VIII. La Virgen sus cabellos Arranca en agonía Y de su amor viuda Los cuelga del ciprés. Lamenta su esperanza Que cubre losa fría; Pero glorioso orgullo Circunda su alba tez. IX. La Patria así se forma Termópilas brotando; Constelación de cíclopes Su noche iluminó; La flor estremecida Mortal el viento hallando Debajo los laureles Seguridad buscó X. Mas no es completa gloria Vencer en la batalla, Que al brazo que combate Lo anima la verdad. La independencia sola El gran clamor no acalla: Si el sol alumbra a todos Justicia es libertad. XI. Del hombre los derechos Nariño predicando, El alma de la lucha Profético enseñó. Ricaurte en San Mateo En átomos volando “Deber antes que vida”, Con llamas escribió. |